# Gill Amfiteátrum
A Gill Amfiteátrum (angolul: Gill Coliseum) az Oregoni Állami Egyetem sportlétesítménye az Amerikai Egyesült Államok Oregon államának Corvallis városában. Az 1949-ben megnyílt, 9301 fő befogadóképességű stadiont az Oregon State Beavers birkózó-, kosárlabda-, röplabda- és tornacsapatai használják. Névadója az egyesület kosárlabdaedzője, Slats Gill.
A sportpálya Ralph Miller kosárlabdaedző nevét viseli. A beltér déli falán lévő festményen korábbi játékosok (Gary Payton, Brent Barry,A. C. Green, Lester Conner és Steve Johnson) szerepelnek.
Tengerszint feletti magassága 70 méter.

## Története
Megépülte előtt a kosárlabda-mérkőzéseket az 1941-ben átadott, 2500 fő befogadóképességű tornateremben (a mai Langton épületben) játszották.
Az 1,8 millió dollárból épült stadion 1949. december 16-án nyílt meg. Kezdetben tízezer főt tudott befogadni. Megnyitásakor nem vehette fel Gill nevét, mivel az állami szabályok tiltották felsőoktatási épület élő személyről való elnevezését.
1995-ig az alagsorban működött a Horner Múzeum.

### NCAA-bajnokságok
11 alkalommal (1952, 1953, 1954, 1955, 1956, 1957, 1960, 1962, 1964, 1967, 1983) itt rendezték meg az NCAA I-es divíziója nyugati férfi csoportjának kosárlabda-bajnokságát. Az 1983-as mérkőzés kétszeres hosszabbítást követően hajnali 2-ig tartott.

## Más funkciói
Az alsó szinten baleset-megelőzési és rehabilitációs szolgáltatásokat nyújtó sportorvosi központ található, ahol szív- és érrendszeri vizsgálatokat is tudnak végezni. A 2009-es, hétmillió dolláros felújításkor a létesítményt akadálymentesítették, külső homlokzatát pedig homokszórással megtisztították és újrafestették. A pálya kinézetét az egyetemi márkaváltásokkal összhangban többször átalakították.
A 2007 eleje és 2008 tavasza között a Gill Amfiteátrum és a Tommy Prothro Amerikaifutball-Komplexum között épült sportteljesítmény-központban elsősorban birkózóedzések zajlanak; az 1900 négyzetméteres, félmillió dollárnyi eszközzel felszerelt központban 55 méteres sprintpálya is található. A négyszintes épület 2013 júniusában kettő kosárlabdapályával és irodákkal bővült.

## Fordítás
- Ez a szócikk részben vagy egészben  a   Gill Coliseum című angol Wikipédia-szócikk ezen változatának fordításán alapul.  Az eredeti cikk szerkesztőit annak laptörténete sorolja fel. Ez a jelzés csupán a megfogalmazás eredetét és a szerzői jogokat jelzi, nem szolgál a cikkben szereplő információk forrásmegjelöléseként.